# Boris Charkov
 (mai 2013).
Si vous disposez d'ouvrages ou d'articles de référence ou si vous connaissez des sites web de qualité traitant du thème abordé ici, merci de compléter l'article en donnant les références utiles à sa vérifiabilité et en les liant à la section « Notes et références ».
Boris Iourievitch Charkov (en russe : Борис Юрьевич Шарков, né le 11 février 1950 à Moscou) est un physicien russe.

## Biographie
Boris Charkov étudie la physique de 1967 à 1973 à l'Institut d'ingénierie physique de Moscou (MEPhI) à la Faculté de physique théorique et expérimentale. En 1979, il obtient son doctorat en physique des plasmas.
Il organise un groupe de recherche sur les ions lourds dans les plasmas produits par laser à l'ITEP, Ce groupe travaille sur le développement de la source d'ions à haut niveau d'énergie pour l'accélérateur de l'ITEP. En 1991, il obtient son deuxième doctorat (habilitation) dans « La physique du faisceau d'ions de particules chargées et de physique des accélérateurs ». En 1999, il reçoit le titre de Professeur par la Commission Suprême de Certification de Russie et, depuis 2005, il est titulaire d'une chaire de recherche a l'Université National des Recherches Nucléaires MEPhI. Depuis 1996, Boris Charkov est coauteur et directeur du projet de reconstruction de l'accélérateur ITEP : l'accélérateur de protons ITEP est amélioré en accélérateur d'ions lourds. En 1997, il est vice-directeur et entre 2005 à 2008 il est directeur du Center de Recherches de l'État ITEP à Moscou.
Depuis 2009, il est le directeur et le superviser scientifique du grand projet international d'infrastructure Facility for Antiproton and Ion Research in Europe (FAIR), sur le site du Centre de recherche sur les ions lourds (GSI) situé en Allemagne.
Boris Charkov est un spécialiste dans le domaine de la physique de la matière dans des conditions extrêmes, ainsi que dans le domaine de la physique des accélérateurs. Les principaux résultats scientifiques de Boris Charkov sont consacrés aux problèmes de la fusion d'ions lourds et les études d'états extrêmes de la matière sous l'influence des flux d'énergie concentrés d'ions lourds dans la matière ionisée dense. Il est l'auteur et coauteur d'environ 200 publications, dont quatre livres et trois brevets.
Boris Charkov est membre de la Société nucléaire de Russie, membre des trois comités de rédaction de revues scientifiques, membre du conseil scientifique de la société d'État Rosatom et Membre de l'Académie des sciences de Russie. De 2006 à 2012, il a été membre du conseil d'administration de la Société européenne de physique - physique des plasmas.
En 2006, il est élu Membre correspondant de l'Académie des sciences de Russie. Boris Charkov remporte de nombreux prix : il est lauréat du « prix d'État de la fédération de Russie dans le domaine de la science et de la technologie » et du Prix Veksler de l'Académie des sciences de Russie.